# Limanowa
Limanowa (/lʲima'nɔva/) est une petite ville de Pologne méridionale. C'est un centre administratif, économique et culturel. La ville est bien préparée pour recevoir des touristes. Le déplacement à Limanowa est facile car la ville est bien raccordée avec les principales villes méridionales de la Pologne.

## Histoire
Depuis le premier partage de la Pologne en 1772 jusqu'en 1918, la ville (appelée Limanow vers 1850) fait partie de la monarchie autrichienne (empire d'Autriche), puis Autriche-Hongrie (Cisleithanie après le compromis de 1867), chef-lieu du district de même nom, l'un des 78 Bezirkshauptmannschaften en province (Kronland) de Galicie.
Au cours des premiers mois de la Première Guerre mondiale, la ville est le théâtre d'une bataille en décembre 1914 durant laquelle l'armée austro-hongroise repousse une percée russe destinée à atteindre Cracovie.
Le sort de cette province fut dès lors disputé par la Pologne et la Russie soviétique, jusqu'à la Paix de Riga le 18 mars 1921.
Le village possédait une communauté juive importante avant la Seconde Guerre mondiale. 3 053 Juifs de la ville sont assassinés au cours de la Shoah.

## Personnalités liées à la ville
- Józef Leśniak (1968-2022), homme politique, y est né.
- Katarzyna Niewiadoma (1994-), cycliste polonaise, y est née.